# ATP Praga 1996
l'ATP Praga 1996 è stato un torneo di tennis giocato sulla terra rossa. È stata la 10ª edizione dell'ATP Praga che fa parte della categoria World Series nell'ambito dell'ATP Tour 1996. Si è giocato a Praga in Repubblica Ceca dal 29 aprile al 5 maggio 1996.

## Campioni

### Singolare
Evgenij Kafel'nikov ha battuto in finale  Bohdan Ulihrach 7–5, 1–6, 6–3

### Doppio
Evgenij Kafel'nikov /  Daniel Vacek hanno battuto in finale  Luis Lobo /  Javier Sánchez 6–3, 6–7, 6–3